# Roger & Me
Roger & Me ist ein Dokumentarfilm von Michael Moore aus dem Jahr 1989.

## Handlung
Im Film dokumentiert Michael Moore sein insgesamt dreijähriges Bemühen, ein Interview mit Roger Smith, dem damaligen CEO von General Motors (GM), zu bekommen, den er für die Schließung mehrerer GM-Fabriken in seiner Heimatstadt Flint (Michigan) und den daraus folgenden Verlust von 30.000 Arbeitsplätzen verantwortlich macht. Daneben dokumentiert Moore eindrücklich den verzweifelten und letztlich erfolglosen Kampf der Einwohner von Flint gegen den Niedergang der Stadt, nachdem der mit Abstand wichtigste Arbeitgeber vor Ort seine Tore geschlossen hat.
Der Film zeigt anhand diverser Einzelschicksale, wie es nach einer Welle von Werksschließungen in Flint weitergegangen ist. Unter anderem geht Michael Moore darauf ein, dass einige ehemalige Automobilwerker Jobs als Gefängniswärter gefunden haben und hier ehemalige Kollegen, die wegen Beschaffungskriminalität Haftstrafen abbüßten, wiedertrafen. Auch der erfolglose Versuch, ein Tourismusgewerbe in Flint aufzubauen, wird von Michael Moore dokumentiert.
Michael Moore begleitet den Sheriff der Stadt, der eine Menge Zwangsräumungen durchführen muss. Selbst am Heiligabend kann der Sheriff aufgrund des hohen Termindrucks keine Pause machen. Der Film endet damit, dass Michael Moore Zwangsräumungen an Weihnachten zeigt und dazu die Weihnachtsansprache von Roger Smith einspielt.

## Filmischer Nachtrag:Pets or Meat
Im Jahr 1992 veröffentlichte Michael Moore einen 23-minütigen Kurzfilm mit dem Titel Pets or Meat: The Return to Flint (etwa: Haustiere oder Fleisch: Die Rückkehr nach Flint). Darin werden einige der Fäden aus Roger & Me aufgenommen, Personen wiederbesucht, die Situation in der Stadt Flint nach drei weiteren Jahren dargestellt. Es wird deutlich, dass auch nach Jahren nicht wiedergutzumachender Schaden durch die Werksschließungen entstanden war, aber dass es für manche auch Hoffnung gibt, nicht zuletzt durch Moores Roger & Me: Der erfolgreiche Film hatte die Stadt und die Problematik in den Mittelpunkt öffentlichen Interesses gerückt. Pets or Meat: The Return to Flint wurde landesweit im amerikanischen Fernsehnetzwerk PBS gezeigt.

## Preise
- Bester Film, 1989, Vancouver Film Festival
- Beste Dokumentation, 1989, New York Film Critics Circle Award
- Beste Dokumentation, 1989, National Society of Film Critics
- Bester Film, 1989, Toronto International Film Festival
- Bester Film, 1989, Chicago Film Festival
- Beste Dokumentation, 1989, Los Angeles Film Critics Association
- Silberne Taube, 1989, 32. Internationale Leipziger Dokumentar- und Kurzfilmwoche
- Beste Dokumentation, 1989, National Board of Review
- Publikumspreis, 1990, Berlinale
- Aufnahme in das National Film Registry, 2013

## Rezeption
Drei Jahre nach dem Erscheinen von Roger & Me enthüllte das Premiere Magazine, dass der Running Gag bzw. die Rahmenhandlung der Dokumentation, Moores vergebliches Bemühen um ein Interview mit dem General Motors-Vorsitzenden Roger Smith, auf einer eklatanten Falschdarstellung beruht. Moore führte im Mai 1987 ein längeres Interview mit Roger Smith, beschloss jedoch, das Interview im Film nicht zu verwenden. Dies ist auch eins der Themen der kanadischen Dokumentation Manufacturing Dissent (2007), die von Michael Moore und seinen Arbeitsmethoden handelt. Dort wird sogar von einem zweiten Interview Moores mit Smith berichtet, im Januar 1988 in New York.